# I bambini della steppa
I bambini della steppa (in tedesco: Die Kinder der Heide) è un'opera in quattro atti di Anton Grigor'evič Rubinštejn, su libretto di Salomon Mosenthal.

## Storia della composizione
Rubinštejn compose I bambini della steppa tra il 1859 ed il 1860, per la maggior parte mentre soggiornava a Dornbach, una cittadina nei pressi di Vienna. Il libretto fu scritto dal drammaturgo tedesco Salomon Mosenthal, e si basava sul poema Jankó, il mandriano ungherese (Jankó, der ungarische Roßhirt) dello scrittore austriaco Karl Isidor Beck. La prima rappresentazione dell'opera ebbe luogo il 23 febbraio 1861 al Kärntnertortheater di Vienna.

## Trama
L'azione si svolge nella steppa dell'Ucraina.

### Atto I
Una sera nella steppa nei pressi di un villaggio. Isbrana si sta struggendo per il suo amato Wania, mentre il suo amico Grigori sta riparando una padella. Si uniscono a loro altri due Zingari, Pawel e Bogdan, che tramano con Grigori per rapinare una locanda nella tenuta del conte Waldemar. La locanda appartiene a Conrad, uno straniero che vive lì con sua figlia Maria. Arriva Wania, il mandriano del conte, ma rimane indifferente nei confronti di Isbrana. Come prova del suo amore, la ragazza gli rivela il complotto, che ha appena ascoltato, per rapinare la locanda. Grazie all'avvertimento di Wania, il piano di rapina è sventato, e come ricompensa Conrad gli offre la mano di sua figlia, la quale, tuttavia, ha un amore segreto, ma non sa nemmeno chi sia.

### Atto II
Fuori della casa di Conrad. Tutto è pronto per il matrimonio di Wania e Maria. La giovane rivela al padre il suo amore segreto e apprende da lui che l'uomo sconosciuto non è altri che il conte Waldemar. Durante i cori di giubilo in onore della coppia, Isbrana appare e canta una canzone minacciosa sull'amore infido e la vendetta. A questo punto entra il conte Waldemar, che rimane scosso nel vedere che la donna dei suoi sogni sta per sposare un altro. La folla trascina via Wania per bere e giocare
a carte, lasciando soli il conte e Maria a confessarsi il loro amore reciproco. I due sono interrotti da Conrad, che ricorda a Maria i suoi doveri nei confronti del marito, ma Waldemar si oppone e Maria perde i sensi. Nel seguito della festa nuziale, il conte e Isbrana meditano i loro piani: il primo per strappare Maria dalle mani di Wania, la seconda per vendicarsi della rivale.

### Atto III
Isbrana trova Wania sono ancora addormentato dopo i festeggiamenti. In un alterco Isbrana dichiara che Maria gli è infedele, ma Wania non le crede. Per cercare una prova, la Zingara intercetta una lettera dal conte a Maria in cui le chiede un appuntamento. Inizialmente tenta di usarla per screditare Maria agli occhi del marito, ma le due donne si riconciliano quando arrivano a comprendere la forza delle loro passioni. La verità emerge, tuttavia, quando Wania sorprende Maria ed il conte insieme, ed in un violento litigio tra i due uomini il conte viene ucciso. Isbrana e gli Zingari difendono Wania contro Conrad e gli uomini del conte, facilitandone la fuga.

### Atto IV
Un anfratto roccioso in una foresta. Isbrana sta cercando invano di confortare Wania, che ora vive come un esiliato. Conrad arriva con Maria, che ha perso la ragione. I tentativi di Wania di consolare Maria servono solo a far infuriare Isbrana. Conrad e Maria se ne vanno, dichiarando che per loro non rimane altro che la tomba, e Wania deve difenderli contro gli altri Zingari che li vogliono derubare. La scena è interrotta da uno Zingaro che irrompe annunciando che stanno arrivando dei soldati. Isbrana implora Wania di fuggire con lei, ma il giovane rifiuta risolutamente. Mentre i soldati si avvicinano per arrestarlo, Isbrana si toglie la vita con un pugnale.